# گروه کانو
گروه کانو (انگلیسی: The Kanoo Group) یک شرکت خوشه‌ای بزرگ خانوادگی واقع در امارات متحده عربی ، عمان ، بحرین و عربستان سعودی  است. شرکت‌های بسیاری در زمینه‌های متنوع صنعتی زیرمجموعه این هلدینگ هستند.
با بیش از یک قرن تجربه در زمینه کارآفرینی
ما با شما همکاری می کنیم تا کسب و کار خود را توسعه دهید و در خاورمیانه و فراتر از آن گسترش دهید .
این گروه دارای مجموعه ای متنوع از مشاغل در بازارهای تاسیس شده و در حال رشد در سراسر جهان است. فعالیت های کاملاً متعلق به کشورهای عربی خلیج فارس خلاصه نمیشه و  با گسترش دامنه فعالیت ها در سراسر آفریقا، اروپا و آسیا گسترش یافته است.
گروه یوسف بن احمد کانو در سال 1890 تأسیس شد و موفق شد امروز به یکی از بزرگترین مشاغل خانوادگی در منطقه خلیج عربی تبدیل شود، جایی که از طریق تعهد به ارزش های تجاری قوی و مشارکت های قوی به رشد قوی دست یافته است. از طریق سیستم های تجاری پیشرفته که از آخرین فناوری ها استفاده می کنند. عملیات جامع آن به توسعه اقتصادی مستمر منطقه می افزاید.